# マンサニージョ (メキシコ)
マンサニージョ（Manzanillo） は、メキシコのコリマ州にある市、基礎自治体。人口は15万9853人（2020年）で州内最大の都市である。太平洋に面した港町であり、大規模な港湾施設を備えている。コンテナ埠頭、クルーズ船ターミナル、海軍基地、漁港、ヨットハーバーなどがある。コンテナの取り扱い量はメキシコ最大である。港に隣接して砂浜海岸があり、リゾートホテルが多数立地している。
マンサニージョは「世界のバショウカジキ（Sailfish）の首都」と呼ばれている。1957年以来、ドーシー・トーナメントなど、国内外の釣り大会が開催されている。この都市は国際的な観光地として発展してきた。